# 동탄산척로
동탄산척로(Dongtansancheok-ro)는 경기도 화성시 동탄7동 방교초등학교 앞과 신리 나들목을 잇는 잇는 도로이다.

## 연혁
- 2016년: 일부 구간 개통
- 2017년: 전 구간 개통

## 주요 경유지
경기도
- 화성시 (동탄7동)

## 주요 건물 및 시설
- 정현고등학교 (경기도 화성시 동탄산척로 93-10)
- 청림초등학교 (경기도 화성시 동탄산척로 93-22)
- 청림중학교 (경기도 화성시 동탄산척로 94)
- 정현초등학교 (경기도 화성시 동탄산척로 122)